# Asics

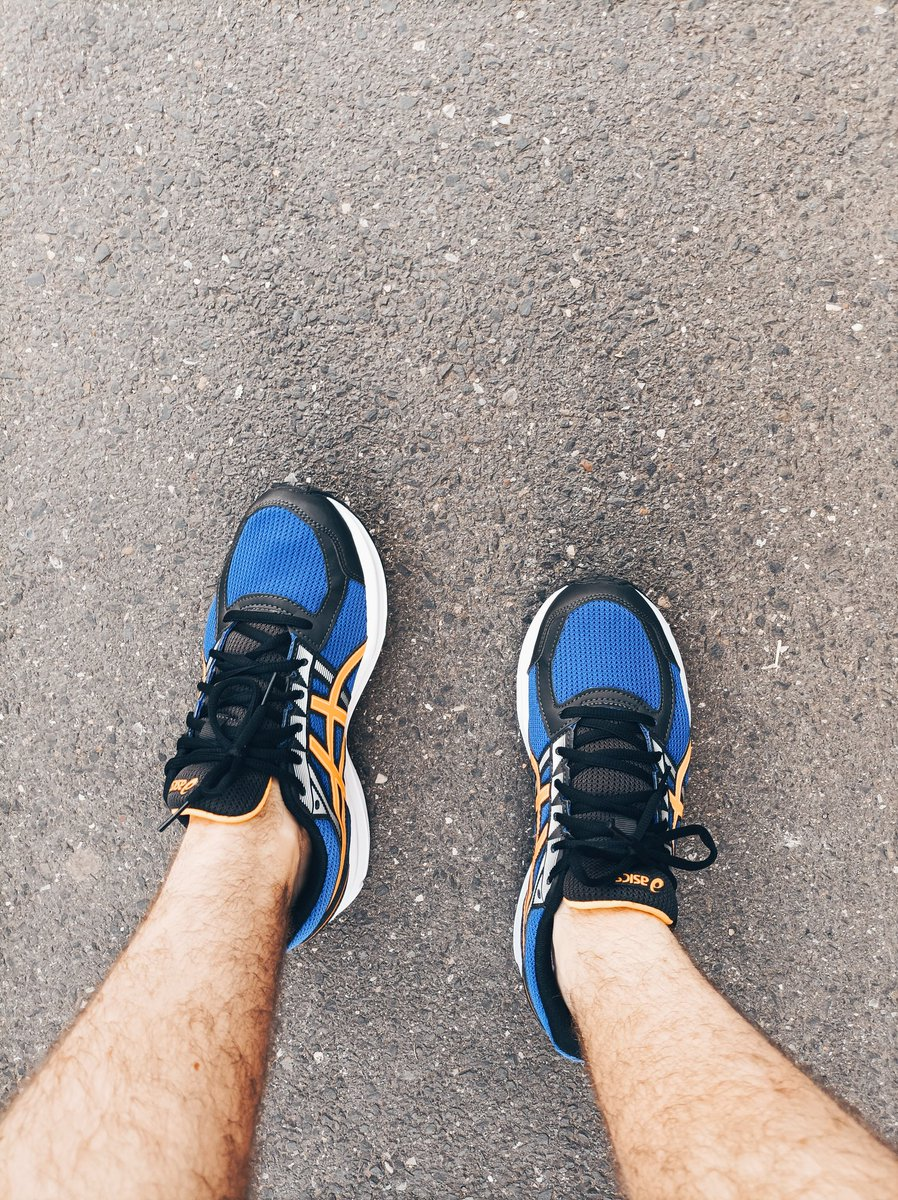
Asics löparskor.

Asics, アシックス, är en japansk tillverkare av sportkläder och sportskor. Namnet är en akronym för Anima Sana In Corpore Sano som är en variant på mens sana in corpore sano, det vill säga "en sund själ i en sund kropp".
Asics grundades 1949 av Kihachiro Onitsuka och företagets skor hette till en början Onitsuka Tiger. Huvudkontoret ligger i Kobe. Det svenska företaget Haglöfs ingick mellan 2010 och 2023 i Asicskoncernen.